# Walter Korn (Politiker)
Walter Korn (* 7. Dezember 1937 in Oberndorf im Spessart; † 5. Februar 2005 in Hanau) war ein deutscher Bildungspolitiker und hessischer Landtagsabgeordneter der CDU.

## Leben und Beruf
Walter Korn wurde am 7. Dezember 1937 in Jossgrund-Oberndorf als erster von fünf Söhnen einer Bauernfamilie geboren. Der Vater, Karl Korn, fiel 1944 in der Normandie. Im Alter von 14 Jahren erhielt Walter Korn seitens des Franziskanerordens die Möglichkeit, den gymnasialen Schulweg einzuschlagen. In den folgenden Jahren war er Schüler in den Franziskanerinternaten in Hadamar (Deutschland) und Watersleyde (Holland). 1958 absolvierte er das Humanistische Gymnasium in Fulda mit der Abiturprüfung. 1961 trat er in den hessischen Schuldienst ein. Ab 1966 war er als Realschullehrer für Mathematik und Sport tätig und seit 1970 Förderstufenleiter. 1967 trat er in die CDU ein. Walter Korn war verheiratet mit Christel Korn geb. Hohmann und Vater von zwei Kindern (Sabine und Christoph).

## Abgeordneter des Hessischen Landtags
Von 1970 bis 1999 gehörte er ununterbrochen dem Hessischen Landtag an, und zwar für den heutigen Wahlkreis Main-Kinzig I. Bei den Landtagswahlen 1987 und 1995 wurde er im Wahlkreis, ansonsten aber über die CDU-Landesliste gewählt. Er war bildungspolitischer Sprecher der CDU-Landtagsfraktion von 1987 bis 1991, Vorsitzender des kulturpolitischen Ausschusses von 1991 bis 1995 und Obmann der CDU im Hauptausschuss. Von 1984 bis 1996 war er Mitglied im Landesvorstand der CDU Hessen. Er gehörte insgesamt fünfmal der Bundesversammlung an.

## Ämter im Wahlkreis
Von 1968 bis 1974 war Walter Korn Stadtverordneter in Dörnigheim und von 1972 bis 1974 Abgeordneter im Kreistag des Altkreises Hanau. Nach der Gründung des Main-Kinzig-Kreises gehörte er dem Kreisparlament ununterbrochen an und war stellvertretender Fraktionsvorsitzender. 2001 wechselte er in den Kreisausschuss. Über ein Jahrzehnt, von 1980 bis 1990, führte er den CDU-Kreisverband Main-Kinzig als Vorsitzender. Von 1976 gehörte er dem Bezirksvorstand der CDU Osthessen an. Im Jahr 2000 wurde er zum Ehrenvorsitzenden seiner Partei im Main-Kinzig-Kreis gewählt.

## Öffentliche Ämter
1980 bis 1988 Vorsitzender des hessischen Volkshochschulverbandes und Vorsitzender des Landeskuratoriums für Erwachsenenbildung. 1985 bis 1987 Mitglied des Bundesvorstandes des Deutschen Volkshochschulverbandes. Von 1974 bis 1987 und ab 1995 stellvertretender bzw. Vorsitzender des Kuratoriums der Hessischen Landeszentrale für politische Bildung. 1980 bis 1992 Mitglied des Rundfunkrates des Hessischen Rundfunks und seit 1982 Vorsitzender des Programmausschusses Fernsehen des Hessischen Rundfunks und stellvertretendes Mitglied im Programmbeirat der ARD.

## Humanistische Wurzeln des Bildungspolitikers Walter Korn
Das religiöse Elternhaus und die am Humanismus orientierte schulische Sozialisation prägten das politische und vor allem das bildungspolitische Engagement Walter Korns. Neben der notwendigen Orientierung eines Bildungssystems an gesellschaftlichen und wirtschaftlichen Entwicklungen, blieb für Walter Korn das am Humanismus orientierte Bildungsideal einer ganzheitlichen Bildung des je einzelnen und konkreten, in seiner Würde unverwechselbaren Menschen maßgeblich.

## Spuren in der Weiterbildungslandschaft
"Wenn man die Lebensspanne Rohlmanns (Korns [bildungs-]politischem Gegner im Hessischen Landtag) und Korns vom mittleren Erwachsenenalter bis zum Tod in den Blick nimmt, so erlangt man die – zunächst trivial wirkende – Einsicht, dass die Akteure in unterschiedlicher Weise einen nachhaltigen Einfluss auf die Bildungspolitik des Landes ausgeübt, gleichsam tiefe bildungspolitische Spuren in der Weiterbildungslandschaft hinterlassen und in ihrer berufsbiographischen Generativität über die Gegenwart hinaus sogar Wegmarken für eine erstrebenswerte Weiterbildungspolitik der Zukunft gesetzt haben." Dieses Urteil geben zwei sozial- und erziehungswissenschaftlichen Biographieforscher über die beiden Landtagsabgeordneten Korn (CDU) und Rohlmann (SPD), zwei zentrale Führungspersönlichkeiten der Erwachsenenbildung, ab. Sie wollten mit ihrer Studie die Wechselwirkungen zwischen der Person und den gesellschaftlichen Strukturen transparenter machen, um festzustellen wie einzelne Biographieträger Teile der bildungspolitischen Realität verändert und wie sie an der Schaffung, aber auch der Abschaffung institutioneller Strukturen mitgewirkt haben.

## Ehrungen
1978 wurde Walter Korn mit dem Bundesverdienstkreuz am Bande und 1988 mit dem Bundesverdienstkreuz 1. Klasse geehrt.